# هاوا غاسيا
هاوا عبد الرحمن غاسيا (من مواليد 10 يناير 1966) هي سياسية تنزانية تنتمي إلى الحزب الثوري الحاكم وعضوة في البرلمان لثلاث فترات عن دائرة متوارا الريفية منذ عام 2005. وهي وزيرة الدولة السابقة في مكتب رئيس الوزراء للشؤون الإقليمية والإدارة والحكم المحلي.

## خلفية
ولدت غاسيا في 10 يناير 1966. أكملت تعليمها في مدرسة نداندا الثانوية عام 1989. حصلت على دبلوم متقدم من معهد إدارة التنمية مزومبي عام 1995. حصلت على درجة الماجستير من جامعة سوكوين للزراعة عام 2003. كان لديه مهنة طويلة كمخطط اقتصادي عملت في مجلس مدينة متوارا ومجلس منطقة الماساي بين عامي 1992 و2005.

## الحياة السياسية
تم ترشيح غاسيا كمرشح الحزب الثوري لمنطقة متوارا الريفية في الانتخابات البرلمانية لعام 2005، وحصلت على 529 صوتًا وهزمت أربعة مرشحين آخرين، بما في ذلك جمعة شينافاتي مع 372 صوتًا والشاغل الحالي عبد الله نامقولالا بـ 135 صوتًا.
بعد الانتخابات، في عام 2006 تم تعيينها وزيرة دولة في مكتب الرئيس للخدمة العامة والإدارة وشغلت هذا المنصب حتى عام 2012. بين عامي 2012 و2015 شغلت منصب وزيرة في مكتب رئيس الوزراء للإدارة الإقليمية و الحكومة المحلية.
في الانتخابات البرلمانية لعام 2015 كانت غاسيا في سباق متقارب، حيث هزمت سليمان الفاضلي من شاديما بـ 24258 صوتًا مقابل 22615 صوتًا. تم الطعن في انتخابها في المحكمة حيث ادعى مقدمو الالتماس حدوث مخالفات وتزوير في التصويت وفرز الأصوات. تم رفض القضية حيث تم تقديم الطلب بعد فوات الأوان بيوم واحد.
لم تتسلم حقيبة وزارية في إدارة الرئيس الجديد جون ماجوفولي. وبدلاً من ذلك تشغل غاسيا منصب رئيس اللجنة البرلمانية الدائمة للموازنة.